# M75自動榴彈發射器
M75是一款由美国飛歌-福特所研製、春田兵工廠所生產，並且主要在美军當中服役的航空器以上用作機載武器的自動榴弹发射器，亦為首挺發射40×53毫米高初速榴彈的武器之一。

## 歷史
1950年代中後期，飛歌-福特公司（以後將其作為在這段時間的福特航空航天公司的簡稱）開始研發M75這款武器。儘管當時40毫米低速榴彈正在為步兵用途而研發，M75卻已經是一挺為了發射初速較高的榴彈以攻擊更大範圍而研製的航空武器。
雖然命名為XM13的航空器機炮筴艙是為它而研發，它在越南战争期間主要是用作直升機搭載的武器。最值得注意的M75系統搭載在UH-1“易洛魁”直升機上使用的M5型武器系統和於AH-1“眼鏡蛇”直升機上使用的砲塔M28（TAT-141）武器系統的以上。
在最後的情況下，M75這款武器很快就被改進型M129所取代。

## 設計
M75這款武器被描述為“氣冷式，電力驅動，快速射擊武器”。射擊週期的所有部分均採用供電這種方式驅動，所以這樣的設備需要使用外部電源（外力）。其他重要的特點是往復式運動槍管和驅動系統的其他組成部分的凸輪組件。武器週期的所有階段主要都是通過鼓狀凸輪組件去控制，鼓狀凸輪組件當中一個行星狀齒輪密封，負責降低电动机的高速以達到榴彈發射器所需要的射速。5⁄8馬力的28伏特直流电动机就安裝在砲塔支架裡，並且通過靈活的軟軸驅動鼓狀凸輪，以隔離來自該武器射擊時的後座力的影響。
M75這款武器接受彈鏈鏈接的彈藥供彈，在M5和M28系統的情況下是由旋轉鼓形彈箱供彈，而在XM8和XM9系統的情況下則是由盒形彈箱供彈。而M5亦可以使用盒形彈箱供彈。

## 衍生型
雖然M75並無衍生型，飛歌福特研發了一款改進型的衍生型號，M129，並且迅速地取代了M75。M129是有效的舊式武器重新設計型，裝上了同軸心凸輪和改進型炮架，以及將射速提高至400發／分鐘。M75的主要缺失在於，由於將槍管設於全具榴彈發射器運轉的鼓狀凸輪組件下方，因而產生了轉矩，導致震動過大。而M129則是把鼓狀凸輪安裝在槍管後面，使得槍管與鼓狀凸輪為同一軸心，從而消除轉矩過大的問題。M129亦在上述提到的XM8和M28兩個直升機武器系統，與命運多舛的AH-56“夏延”攻击直升机為難兄難弟的XM51系統，以及被UH-1“易洛魁”多用途直升機系列試用作艙門機槍的XM94系統上使用。該武器的操作亦與M75極其相似，這在往復式運動槍管和凸輪組件上可以表現，而且武器仍然是由電力所驅動。

## 使用國
- 美国

## 資料來源

## 外部連結
- （英文）—M75 40mm Grenade Launcher - Global Security （页面存档备份，存于）
- （英文）—SecurityArms.com—U.S. GRENADE LAUNCHER M75 40mm （页面存档备份，存于）
- （英文）—M75 40mm Grenade Launcher （页面存档备份，存于）
- （英文）—TACOM-RI U.S. Army Helicopter Weapons
- （英文）—Helicopter armament subsystems during the Vietnam War （页面存档备份，存于）
- （简体中文）—D Boy Gun World（槍炮世界）—M75/M129榴弹发射器 （页面存档备份，存于）